# Stemt faryngal frikativ
Den stemte faryngale frikativ er en konsonant sproglyd. Den indikeres i det internationale fonetiske alfabet som ⟨ʕ⟩, og dens X-SAMPA-symbol er ?\. Epiglottale og epiglottofaryngale konsonanter bestemmes ofte fejlagtigt til at være faryngale. Selvom ⟨ʕ⟩ traditionelt placeres i frikativ-rækken i et IPA-diagram, er ⟨ʕ⟩ ofte en approksimant. IPA-symbolet er i sig selv tvetydigt, men intet sprog er kendt for fonemisk at skelne mellem frikativer og approksimanter på dette artikulationssted. Den stemte faryngale approksimant er det halvvokaliske modstykke til den åbne urundede bagtungevokal, IPA: ⟨ɑ⟩. For at skelne nærmere mellem frikativ og approksimant kan de noteres henholdsvis som ⟨ʕ̝⟩ og ⟨ʕ̞⟩, og ved ingen turbulens i luftstrømmen ⟨ɑ̯⟩.

## Egenskaber
Den stemte faryngale frikativ er:
- Pulmonisk-egressiv, hvilket betyder at den udtalas ved at lade lungerne trykke luft ud gennem taleapparatet.
- Stemt, hvilket betyder at stemmebåndet er spændt under udtalen og genererer dermed en tone.
- Faryngal, hvilket betyder at den udtales med tungeroden trykket bagud mod svælget.
- Frikativ, hvilket betyder at luftstrømmen passerer gennem en indsnævring i taleapparatet.

## Anvendelse i sprog
Faryngale konsonanter er ikke udbredte. Nogle gange udvikler en faryngal approksimant sig fra en stemt uvulær approksimant, ⟨ʁ̞⟩, som den rotiske konsonant i dansk gør foran en åben urundet bagtungevokal, ⟨ɑ⟩. I mange sprog, der er beskrevet som havende faryngale frikativer eller approksimanter, har de faryngale konsonanter ved nærmere undersøgelser vist sig at være epiglottale i stedet for. F.eks. er /ʕ/ i arabisk og hebraisk (ikke i moderne israelsk hebraisk, hvor /ʕ/ udtales som en glottal klusil, [ʔ]) også beskrevet som værende en stemt epiglottal approksimant - [ʢ̞] - eller en faryngaliseret glottal klusil - [ʔˤ].
| Sprog         | Sprog         | Ord          | IPA            | Betydning        | Noter                                                                                                |
| ------------- | ------------- | ------------ | -------------- | ---------------- | --- |
| Abaza         | Abaza         | гӀапынхъамыз | [ʕaːpənqaːməz] | 'marts'          | |
| Arabisk       | Egyptisk      | عامود        | [ʕæˈmuːd]      | 'søjle'          | |
| Aramæisk      | Turoyo        | ܐܰܪܥܳܐ         | [arʕo]         | 'Jorden'         | |
| Avarisk       | Avarisk       | гӀоркь       | [ʕortɬʼː]      | 'håndtag'        | |
| Berbisk       | Kabyle        | ɛemmi        | [ʕəmːi]        | 'min farbror'    | Noteres som 〈â〉 i de fleste andre berbiske sprog.                                                  |
| Dansk         | Dansk         | ravn         | [ˈʕ̞ɑ̈ʊ̯ˀn]       | 'ravn'           | Allofon af ⟨ʁ̞⟩.                                                                                      |
| Hebraisk      | Irakisk       | עברית        | [ʕibˈriːθ]     | 'hebraisk'       | |
| Hebraisk      | Yemenitisk    | עברית        | [ʕivˈriːθ]     | 'hebraisk'       | |
| Hebraisk      | Sefardisk     | עברית        | [ʕivˈɾit]      | 'hebraisk'       | |
| Kurdisk       | Kurdisk       | ‘ewr         | [ʕɑwr]         | 'sky'            | Både Sorani- og Kurmanjidialekten benytter denne lyd.                                                |
| Marshallesisk | Marshallesisk | enana        | [ɛ̯ɛnæ͡ɑʕnæ͡ɑʕ]   | 'det er dårligt' | |
| Occitansk     | Auvergnat     | pala         | [ˈpaʕa]        | 'skovl'          | |
| Portugisisk   | Fluminense    | armando      | [ɐʕˈmɜ̃du]      |                  | I fri variation med [ɣ], [ʁ] og [ɦ] før stemte konsonanter. Eksisterer ikke som stavelsesindledning. |
| Somalisk      | Somalisk      | caadi        | [ʕaːdi]        | 'normal'         | |
| Sioux         | Stoney        | marazhud     | [maʕazud]      | 'rain'           | |
| Tjetjensk     | Tjetjensk     | Ӏан / jan    | [ʕan]          | 'vinter'         | |